# Jean-Luc Audy
Pour les articles homonymes, voir Audy.
Jean-Luc Audy est un ingénieur du son français né en 1966.

## Filmographie partielle
- 1994 : Dernier Stade de Christian Zerbib
- 1994 : La Piste du télégraphe de Liliane de Kermadec
- 1996 : Le Rocher d'Acapulco de Laurent Tuel
- 1998 : Seul contre tous (film, 1998) de Gaspar Noé
- 1998 : La Vie rêvée des anges d'Érick Zonca
- 1999 : Louise (take 2) de Siegfried
- 2000 : Sous le sable de François Ozon
- 2000 : Exit d'Olivier Megaton
- 2001 : Fifi Martingale de Jacques Rozier
- 2002 : Irréversible de Gaspar Noé
- 2002 : Dieu est grand, je suis toute petite de Pascale Bailly
- 2003 : Les Mains vides de Marc Recha
- 2003 : Sansa de Siegfried
- 2003 : Nos enfants chéris de Benoît Cohen
- 2005 : Tout pour plaire de Cécile Telerman
- 2005 : Chok-Dee de Xavier Durringer
- 2006 : Qui m'aime me suive de Benoît Cohen
- 2006 : Mes copines de Sylvie Ayme
- 2008 : Dans la vie de Philippe Faucon
- 2008 : Promets-moi d'Emir Kusturica
- 2009 : Black de Pierre Laffargue
- 2010 : Dernier étage, gauche, gauche d'Angelo Cianci
- 2010 : La Blonde aux seins nus de Manuel Pradal
- 2011 : Americano de Mathieu Demy
- 2011 : De l'huile sur le feu de Nicolas Benamou
- 2012 : After de Géraldine Maillet
- 2012 : Augustine d'Alice Winocour
- 2013 : La Cité rose de Julien Abraham
- 2013 : Je suis supporter du Standard de Riton Liebman
- 2013 : 16 ans ou presque de Tristan Séguéla
- 2014 : Bodybuilder de Roschdy Zem
- 2014 : Les Combattants de Thomas Cailley
- 2015 : Comment c'est loin d'Orelsan et Christophe Offenstein
- 2016 : La Confession de Nicolas Boukhrief
- 2016 : Polina, danser sa vie de Valérie Müller et Angelin Preljocaj
- 2016 : Love and Friendship de Whit Stillman
- 2017 : Le Fidèle de Michaël R. Roskam
- 2018 : Les Dents, pipi et au lit d'Emmanuel Gillibert
- 2018 : L'Amour flou de Romane Bohringer et Philippe Rebbot
- 2018 : Ma fille de Naidra Ayadi
- 2019 : Yao de Philippe Godeau
- 2019 : Beaux-parents de Héctor Cabello Reyes
- 2019 : Docteur ? de Tristan Séguéla
- 2021 : Bigger than us de Flore Vasseur
- 2022 : Jane par Charlotte de Charlotte Gainsbourg
- 2022 : Annie Colère de Blandine Lenoir
- 2023 : Petites de Julie Lerat-Gersant
- 2023 : Omar la fraise d'Elias Belkeddari

## Distinctions

### Nominations
- César 2015 : César du meilleur son pour Les Combattants[1]